# Murat Erdoğan
Murat Erdoğan (* 1. August 1976 in London) ist ein ehemaliger englisch-türkischer Fußballspieler und -funktionär.

## Spielerkarriere
Murat Erdoğan spielte zu Beginn seiner Karriere bei Erzurumspor. Es folgten zahlreiche Stationen in den unterklassigen Ligen. In der Saison 1998/99 wurde er positiv auf Methenolon getestet und wegen Dopings für sechs Monate gesperrt. Bei İstanbulspor schaffte er wohl seinen persönlichen Durchbruch. Nach seiner Zeit bei den Bullen wurde er in der Saison 2002/03 an Gaziantepspor ausgeliehen. Danach spielte Erdoğan jeweils ein Jahr bei Galatasaray Istanbul, Malatyaspor, Ankaraspor und dem Aufsteiger Sakaryaspor. 
In der Saison 2007/08 wechselte er zu MKE Ankaragücü und nach einem eineinhalbjährigen Aufenthalt bei Ankaragücü in der Winterpause 2008/09 ablösefrei zum Ligakonkurrenten Sivasspor.
Zur neuen Saison wechselte er erneut innerhalb der Liga zu Kasımpaşa Istanbul. Hier wurde er schnell zum Stammspieler und sorgte mit seinem Einsatz dafür, dass sich der über lange Zeit abstiegsbedrohte Verein in der Liga halten konnte. Da Kasımpaşa für die neue Saison eine komplett neue und junge Mannschaft formen wollte, wurden die Verträge mit einigen in die Jahre gekommenen Leistungsträgern der Vorsaison aufgelöst. Darunter befand sich auch Murat Erdoğan.
Daraufhin wechselte Erdoğan zur neuen Saison zum Erstligisten Manisaspor. Hier wurde er schnell zum Leistungsträger. Am Ende der Saison äußerte er den Gedanken, sich zur Ruhe zu setzen. Auf Zureden des damaligen Trainers Hikmet Karaman entschied er sich dann doch seinen bis 2012 gültigen Vertrag mit Manisaspor zu erfüllen. Erdoğan startete daraufhin sehr erfolgreich in die neue Saison und wurde zum Saisonende mit sieben Treffen der zweiterfolgreichste Schütze seiner Mannschaft. 
Da sein Vertrag zum Saisonende auslief und Manisaspor den Klassenerhalt verpasste, wechselte Erdoğan zur neuen Saison zum Erstligisten Mersin İdman Yurdu. Hier löste er nach gegenseitigem Einvernehmen mit der Vereinsführung seinen Vertrag auf und beendete anschließend seine Karriere.

## Funktionärskarriere
Nach seinem Karriereende wurde er beim Erstligisten Sivasspor zum Sportdirektor ernannt.